# Tanya James
Tanya James, de son vrai nom Jamie Cooke, est une actrice pornographique américaine née à Riverside (Californie).

## Biographie
Elle commence sa carrière cinématographique à l'âge de 19 ans dans le film Real Sex Magazine 56 du réalisateur William Witrock et est remarquée aussitôt. En 2003 elle prend part aux NightMoves Adult Entertainment Awards à Tampa et en 2004 elle participe à l'AVN Adult Entertainment Expo.
Sa carrière connait une pause entre 2005 et 2007 où elle décide de prendre une pause sabbatique. Cette période d'inactivité professionnelle lui permet de se faire poser des implants mammaires.
En 2008 elle revient sur la scène et signe un contrat exclusif avec Zero Tolerance et Third Degree. Actuellement elle est représentée par l'agence LA Direct Models.
Elle a tourné, entre autres réalisateurs, avec Michael Ninn, Andrew Blake et Marty Zion.
Elle a trois piercings: un sur la narine gauche, un sur le nombril et un autre sur la langue.

## Récompenses
- 2005 AVN Award nominee – Best Tease Performance – Innocence: Little Secrets[4]
- 2010 AVN Award nominee – Best Solo Sex Scene – Intimate Touch 2[5]

## Filmographie

### 2002
- 2 Of A Kind
- Real Sex Magazine 56

### 2003
- Foot Worship Christmas
- Topless Entanglements
- The Chloroform Solution!
- Hogtied by Fate
- Hot Showers 11
- Choc Full a Nut
- Squirting Illustrated 7
- Ten Wet Girls
- E-love Wanted
- Vivid Games
- Mandy: The Perfect Gift
- Young Pink 1
- Behind the Scenes with 20 Young Girls
- Lights, Cameron, Action
- Squirting Newcomers
- Wet Teens 2
- Peach Girls Nothin' Sweeter 2
- Young Sluts, Inc 10
- The Axis of Anal
- Sapphic Liaisons 3
- Real College Girls 10
- Nasty Girls 31
- Match Play
- Hotel Erotica (telefilm, 1 episodio: "High School Crush" nel 2003)
- Jack's Playground 5
- Hot Showers 11
- High Desert Pirates
- College Invasion 1
- Campus Confessions 7
- Bum Rush
- Barely Legal Summer Camp
- Barely Legal on Vacation 2
- Barely Legal on Vacation 1 and 2 Box Set
- Barely Legal All Stars 3
- Barely Legal 35
- Anxious Young Pussies
- Pick Up Lines 76

### 2004
- Marty Zion's Club Inferno
- Good Girls Suck Toes!
- Flirts in Skirts
- Bare Breasted Peril
- The Art of Oral Sex
- The Art of Anal 1
- She Devils in Pink
- Chasey Meets Krystal
- Cloud 9 Girls 1
- Cloud 9 Girls 2
- Dark Deception
- Barely Legal All Stars 3
- Wild on X 1
- Wild on X 2
- Sexz in the City
- Naked Diva
- Eager Beavers 7
- Whatever It Takes
- Sophisticated Sluts
- Filthy Rich Girls (S'interprétant elle-même)
- Porno Valley (telefilm, 1 episodio: "A Star Is Porn" S'interprétant elle-même)
- Run Mary Run (S'interprétant elle-même)
- Sexz in the City
- Secret Lives
- Run Mary Run
- Panties In a Twist
- Money Hole
- Lights, Cameron, Action
- Lezbo A-Go-Go
- Innocence - Little Secrets
- Hustler Centerfolds 1
- Blonde to Be Wild
- Bassackwards
- ATM - Ass Thrusting Machine
- Ass-Fucking Young Girls
- All Star International

### 2005
- Blondes Asses & Anal
- Twisted Tales 3
- Jessica Jaymes Revealed
- Totally Busted (téléfilm, 2 épisodes: "Cabana Boy" et "Stripperer's Apprentice")
- Hustler's Honeys
- College Invasion 1-3
- And The Envelope Please - Sunrise Adams

### 2006
- Soloerotica 8
- Whores 'R Us 5
- Girls Only Pool Party
- Sapphic Liaisons 3: Pure
- Ass Fucking In The Great Outdoors
- Wet Blonde Pussies

### 2007
- Unfaithfully Yours
- A Genie's Wish
- Best of College Invasion
- Real Golden Showers 12

### 2008
- Wrapture!
- Naked Tickle Hysterics
- Last Call
- Nehoepolitan
- Sexy Bitch
- Welcome To Hollywood
- Co-Ed Confidential (téléfilm, 4 épisodes: "I Do, Do I?", "Rolling Royce", "The Hunt Is On" et "French Style" interprétant Not Ophelia)
- Tits Ahoy 8
- Starlet Fever
- No Swallowing Allowed 14
- Naughty Office 13
- Naughty Athletics 4
- Lipstick Jungle
- I Am Tanya James
- Housewife 1 On 1 12
- Give Me Pink 4
- Girlfriends
- Fresh Flesh
- Double Decker Sandwich 12
- Bleached To The Bone
- 2 Chicks Same Time 2